# دامون جونسون
دامون جونسون (بالإنجليزية: Damone Johnson) هو لاعب كرة قدم أمريكية أمريكي، ولد في 2 مارس 1962 في لوس أنجلوس في الولايات المتحدة.

## وصلات خارجية
- دامون جونسون على موقع مرجع كرة القدم المحترفة.كوم (الإنجليزية)